# Sprengstoffrecht
Das Sprengstoffrecht umfasst die Rechtsnormen im Umgang mit Explosivstoffen; es umfasst insbesondere die einschlägigen Gesetze, die zugehörigen Verordnungen sowie rechtsverbindliche Richtlinien, Normen und Vorschriften:
- Sprengstoffgesetz (Deutschland), siehe auch Sprengstoffrecht (Deutschland)
- Sprengmittelgesetz 2010 – SprG (Österreich) früher: Schieß- und Sprengmittelgesetz – die Pyrotechnika sind aus dem Sprengstoffrecht ausgenommen und unterliegen dem Pyrotechnikgesetz
- Verordnung über die Verhütung von Unfällen bei Sprengarbeiten (Liechtenstein)

Daneben unterliegen alle Explosivstoffe den einschlägigen Regelungen über Gefahrstoffe (als Chemikalie) und Gefahrgut (als Transportgut).